# وحی (فیلم ۲۰۰۱)
«وحی» (انگلیسی: Revelation) فیلمی بریتانیایی در سبک ترسناک است که در سال ۲۰۰۱ منتشر شد. از بازیگران آن می‌توان به درک جاکوبی، ران مودی، ترنس استامپ، اودو کیر و ورنون دوبتچف اشاره کرد.